# Прибылёва-Корба, Анна Павловна
А́нна Па́вловна Прибылёва-Корба (урождённая Мейнгардт; родилась 9 ноября 1849 года, Тверь, Тверской уезд, Тверская губерния, Российская империя — умерла 9 декабря 1939 года, Ленинград, РСФСР, СССР) — русская революционерка, член Исполнительного комитета «Народной воли», член партии социалистов-революционеров. Историк, редактор и общественный деятель.

## Биография
Из семьи инженера путей сообщения Павла Адольфовича Мейнгарда (1812—1873 (1878?), Ярославль) и выпускницы Смольного института Екатерины Осиповны Корицкой (+ октябрь 1874, Минск). В семье родилось двенадцать детей, но только семеро — сын Николай и шестеро дочерей — Мария, Елена, Анна, Ольга, Виктория, Варвара, дожили до зрелых лет, остальные умирали новорождёнными. Воспитывалась в родительском доме. Получила домашнее образование с гувернантками, также занималась самообразованием. Вследствие характера работы отца — организация строительства железных дорог, вместе с семьёй часто меняла местожительства. Детство и юность провела в Твери, Варшаве, Владимире-на-Клязьме, Ярославле.
В 1868 вышла замуж за инженера В. Ф. Корбу и переехала к мужу в Петербург. В 1870—1871 училась на женских Аларчинских курсах. В 1871 году сдала экзамены в Петербургском университете на право работать домашней учительницей. Летом 1872 года, в связи со сменой работы мужа переехала в Москву. Весной в 1874 году В. Ф. Корба был приглашён для работы на Либаво-Роменскую железную дорогу и семья переехала в Минск. В 1877 году окончила курсы сестёр милосердия в Минске. Была избрана членом минского отделения комитета Красного Креста.
В ноябре 1877 — мае 1878 года во время русско-турецкой войны находилась в Румынии и служила сестрой милосердия в военных госпиталях. После возвращения в Петербург заболела брюшным тифом. После выздоровления, проживала в имении своей сестры. Затем вернулась в Петербург. С осени 1879 года и до 1 февраля 1880 года служила в правлении Закавказской железной дороги.
Весной 1879 сблизилась с руководящим ядром партии «Народная воля», в августе того же года была принята в агенты Исполнительного комитета Народной воли, а в январе 1880 года — избрана членом Исполнительного комитета. Принимала участие в подготовке покушения на жандармского подполковника Судейкина Г. П., императора Александра II, выполняла другие поручения Исполнительного комитета.
С февраля 1881 года — один из редакторов газеты «Народная воля». После покушения 1 марта 1881 года Исполнительный комитет «Народной воли» переехал в Москву, туда же из Петербурга была вызвана А. П. Корба. 3 января 1882 года вернулась в Петербург, как представитель ИК «Народной воли» в Петербурге.
В ночь на 5 июня 1882 года арестована, в апреле 1883 года участвовала в процессе семнадцати народовольцев и приговорена к 20 годам каторги на заводах, позже срок сокращен до 13 лет 4 месяцев. В июле 1883 года отправлена на Карийскую каторгу. В 1884 прибыла в Усть-Карийскую тюрьму. Участвовала в коллективных голодовках.
Освобождена только в сентябре 1890 года вследствие того, что манифест 1883 года был применен через 7 лет после опубликования. На поселение отправлена в селение Усть-Илинское Забайкальской области с разрешением временного проживания в Чите.
В 1894 году расторгла брак с первым мужем Виктором Францевичем Корбой и в этом же году, выйдя замуж за Александра Васильевича Прибылёва, уехала на Ильинский золотой прииск. Лето 1895 провела на Дарасунских водах. Со 2-й половины 1897 года причислена к обществу мещан Читы. В ноябре 1897 года переехала с мужем в Благовещенск. С 1901 жила в станице Сретенск. В феврале 1905 после окончания срока ссылки в Сибири, уехала в Одессу, потом в Москву. Во время первой русской революции вступила в партию социалистов-революционеров. В 1909 арестована, выслана на два года в Минусинск Енисейской губернии.
После октября 1917 занималась историко-литературной работой, член редколлегии журнала «Каторга и ссылка».
Член Общества бывших политкаторжан и ссыльнопоселенцев.
14.03.1926 года в связи с 45-й годовщиной убийства императора Александра II Анне Пребылевой назначена персональная пенсия как участнику покушения.
Умерла в декабре 1939 года в Ленинграде, похоронена на Литераторских мостках рядом с мужем — Александром Васильевичем Прибылёвым.

## Мужья
- Виктор Францевич Корба (фр. Caspar-Viktor Corbaz;1844—1907) — сын Франсуа-Жака Корбы (1795—1853), швейцарского гражданина, уроженца кантона Вале, переехавшего в Россию для службы гувернёром в одном из состоятельных русских семейств и уроженки одной из балтийских провинций, женщины с большой энергией и с не меньшим умом, рано овдовевшей и оставшейся с малолетними детьми Анной-Шарлоттой Меус (1821—1890). Она в Петербурге стояла во главе промышленного предприятия, которое дало ей возможность воспитать детей. Виктор Францевич учился в коммерческом училище, по окончании которого был послан своей матерью в Лондон на практику в крупное торговое предприятие. Специализировался на банковском деле, превосходно изучив бухгалтерию и счетоводство. Работал специалистом по бухгалтерскому учёту в железнодорожных компаниях, страховом обществе, коммерческом банке. Обвенчался в 1868 году по римско-католическому обряду с Анной Павловной Мейнгардт, которая с младенчества была крещена в католической церкви и после брака приняла швейцарское гражданство. Развёлся в 1894 году. Брак бездетный. После развода уехал на родину отца в Швейцарию, где создал новую семью. Умер в Санкт-Петербурге.
- Александр Васильевич Прибылёв — с 1894 года и до своей смерти 30 августа 1936 года.

## Дети
Родных детей в обоих браках не было. 

Супруги Прибылёвы, находясь в ссылке в Благовещенске в 1897—1901 гг. удочерили ребёнка умершей ссыльной — Асю, которую воспитывали как родную дочь.

## Адрес в Ленинграде
- Площадь Революции (ныне Троицкая площадь), дом 1 - Дом политкаторжан.

## Признание заслуг

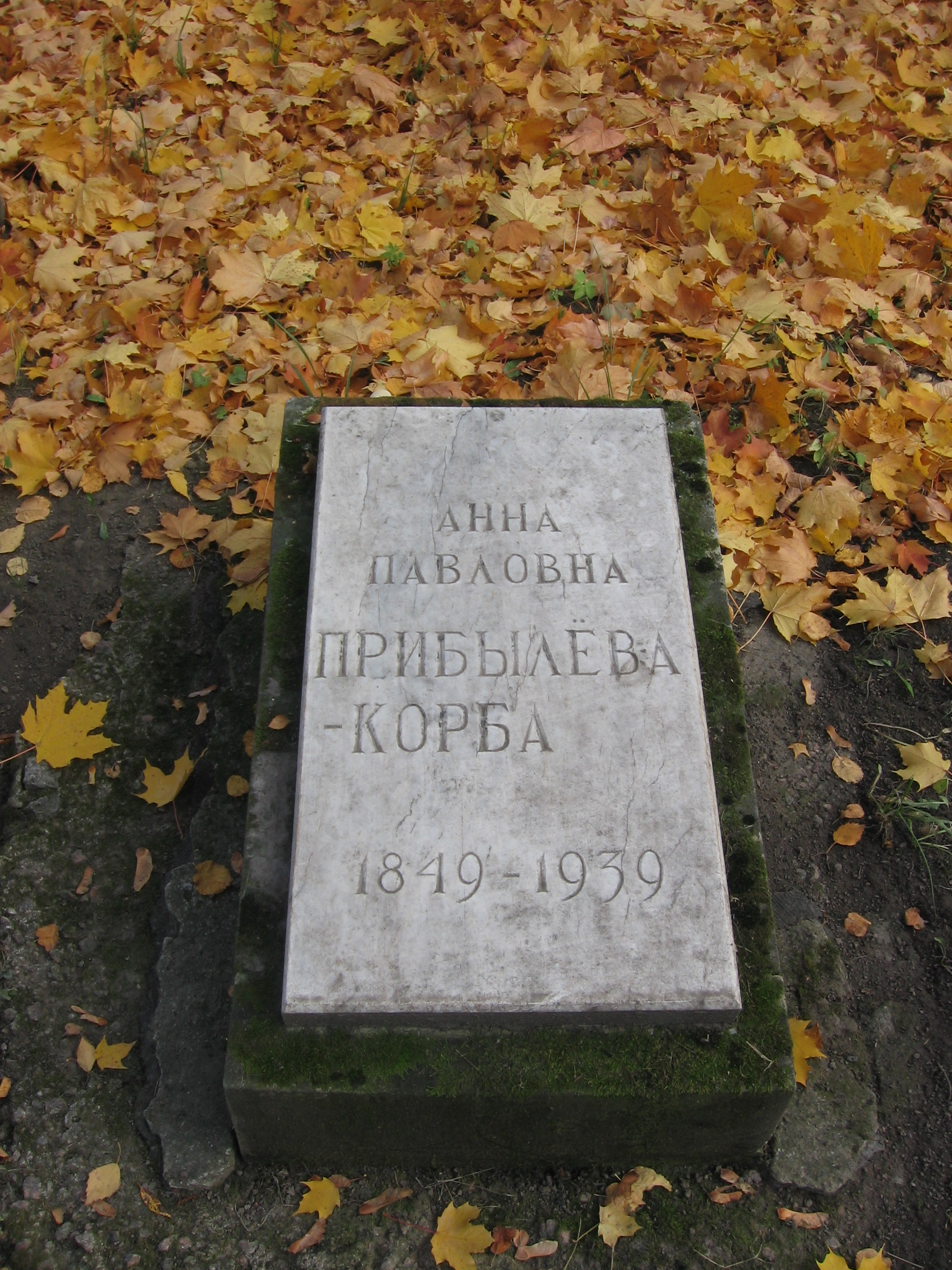
Надгробие А. П. Прибылёвой-Корбы на Литераторских мостках

После Октябрьской революции была назначена персональная пенсия.
Кроме этого, произошло увеличение пенсии согласно Постановлению Совнаркома СССР:
«Совет Народных Комиссаров Союза ССР постановляет:

Увеличить размер персональной пенсии участникам террористического акта 1 марта 1881 года: Вере Николаевне Фигнер, Анне Васильевне Якимовой-Диковской, Михаилу Федоровичу Фроленко, Анне Павловне Прибылёвой-Корба и Фани Абрамовне Морейнис-Муратовой — до 400 рублей в месяц с 1 января 1933 года.

8 февраля 1933 года, Москва, Кремль».